# 阿林娜·兹穆什卡
阿林娜·伊戈列芙娜·兹穆什卡（1997年1月5日—）生于卡林科维奇，為白俄罗斯女子游泳运动员，主攻蛙泳。兹穆什卡在大约五岁半岁时受母亲和祖母影响开始接触游泳，最初家乡当地的游泳教练认为她太年轻，但当教练看到她的潜能后，同意她加入游泳隊。这之后她也接触过田径、越野滑雪等运动，但最终选择游泳。她曾参加2014年南京青奥，并在2015年首次参加世界游泳锦标赛。大学时，她在白俄罗斯国立体育大学修读体育心理学专业。